# ناويا أوميدا
ناويا أوميدا (باليابانية: 梅田 直哉) (27 أبريل 1978 في مقاطعة أكي في اليابان – )؛ هو لاعب كرة قدم ياباني سابق كان يلعب كمهاجم.

## وصلات خارجية
- ناويا أوميدا على موقع رابطة كرة القدم اليابانية للمحترفين (اليابانية)
- ناويا أوميدا على موقع قاعدة بيانات كرة القدم.إي يو (الإنجليزية)
- ناويا أوميدا على موقع Soccerway.com (الإنجليزية)
- ناويا أوميدا على موقع عالم كرة القدم.نت (الإنجليزية)